# Pájaro verde
El pájaro verde es una bebida alcohólica altamente tóxica (debido a la presencia de químicos como diluyentes, pintura o aguarrás) producida clandestina e ilegalmente dentro de las cárceles de Chile. La bebida fue dada a conocer por la prensa de dicho país tras una serie de escándalos en el que presos habrían fallecido por su consumo. 
Según algunos estudiosos, dentro de la cultura carcelaria esta bebida tiene un carácter de ritualístico, como parte de la denominada coloquialmente Ley de la cárcel. Su origen se hallaría anclado a las cárceles chilenas del siglo XIX, siendo una práctica conservada en el tiempo a través de la tradición oral.

## Preparación
Sus ingredientes han variado a lo largo de la historia y parte del rito carcelario es prepararla con los recursos disponibles. Hoy por hoy, la forma más común consiste en fermentar una mezcla de azúcar, arroz, frutas podridas y frescas así como sus cáscaras; a este líquido le es añadido un químico fuerte, tal como aguarrás, diluyentes, pintura o barniz para darle un «mayor choque neuronal». Ha habido casos donde incluso se han utilizado excrementos en el proceso de fermentación.
El resultado es un destilado con un alto grado de alcohol metílico, tóxico para el ser humano —a diferencia del alcohol etílico que es el que se encuentra en las bebidas alcohólicas comunes—. A veces se mezcla con una bebida de cola para «mejorar el gusto». Suele agregársele limón a la mezcla final (usualmente en el mismo recipiente del que se bebe) pues existe la creencia de que este cítrico contrarresta los efectos tóxicos de los químicos que componen la bebida.

## Toxicidad
Dada la naturaleza tremendamente dañina de los ingredientes principales, no han sido pocos los internos que se han intoxicado de gravedad, incluso llegando al grado de la muerte.
En julio de 2006, en la Cárcel de Rancagua, falleció un reo, otro quedó con muerte cerebral y cinco quedaron con daños graves en la tráquea luego de beber una mezcla de diluyente con Coca-Cola en un intento por emular esta bebida. También es conocido el caso del Complejo Penintenciario de Valparaíso, donde un interno falleció en el hospital Carlos van Buren tras haber bebido pájaro verde, el que le produjo una crisis convulsiva en el complejo.

## Situación actual
Hoy en día la mortal bebida sigue existiendo en las cárceles chilenas, aunque en un grado mucho menor y con variaciones menos tóxicas, como es la chicha preparada de igual forma pero sin diluyentes, los que son reemplazados por alcohol para heridas. Esta chicha, que se considera heredera del pájaro verde, suele ser consumida junto con clonazepam —un ansiolítico conocido como la droga de las cárceles— y menos frecuentemente con cocaína, marihuana o pasta base.